# 1164
L'any 1164 (MCLXIV) va ser un any de traspàs començat en dimecres del calendari julià.

## Esdeveniments
- Fundació de l'orde de Calatrava a Castella.[1]

## Necrològiques

### Món
- 4 de setembre - Pavia (Itàlia) - Enric II de Leez, príncep-bisbe del principat de Lieja.[2]